# Demesmaekerit
Demesmaekerit ist ein sehr selten vorkommendes Uran-Mineral aus der Mineralklasse der „Oxide und Hydroxide“ (einschließlich V[5,6]-Vanadate, Arsenite, Antimonite, Bismutite, Sulfite, Selenite, Tellurite und Iodate). Es kristallisiert im triklinen Kristallsystem mit der chemischen Zusammensetzung Pb2Cu2(UO2)2(SeO3)6(OH)6·2H2O, ist also ein wasserhaltiges basisches Blei-Kupfer-Uranyl-Selenit.
Demesmaekerit entwickelt flaschengrüne gespitzte Kristalle, die sich mit zunehmender Dehydratisierung teilweise bräunlich verfärben. Es ist weltweit bisher von nur drei Fundorten bekannt.

## Etymologie und Geschichte

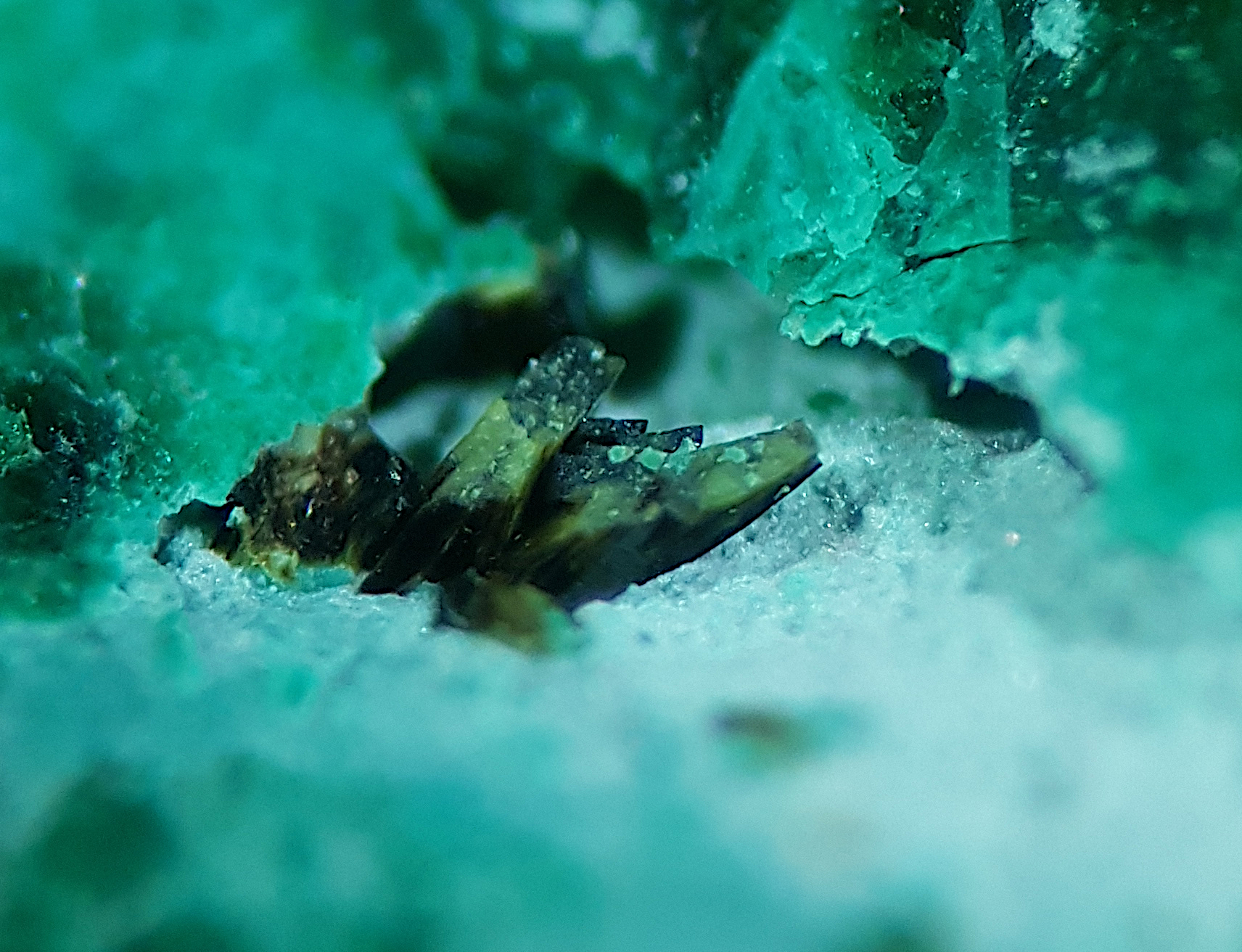
Flaschengrüne Demesmaekerit-Kristallgruppe mit partieller bräunlicher Dehydratisierung auf Malachit aus der Musonoi Mine, DRC (Typlokalität) (Größe der Kristallgruppe ca. 1 mm)

Demesmaekerit wurde erstmals 1965 in einer Mineralprobe aus der Musonoi Mine in der heutigen Demokratischen Republik Kongo entdeckt und von den Entdeckern Cesbron, Bachet und Oosterbosch nach belgischen Geologen Gaston Demesmaeker (5. März 1911 – 13. Februar 1997), benannt, der Direktor der Union Minière du Haut Katanga (UMHK) war.

Typmineralien befinden sich in an der Université Pierre et Marie Curie, dem Muséum national d’histoire naturelle und der École des Mines in Paris, Frankreich sowie am Natural History Museum in London.

## Klassifikation
In der veralteten 8. Auflage der Mineralsystematik nach Strunz gehörte der Demesmaekerit zur Mineralklasse der „Oxide und Hydroxide“ und dort zur Abteilung „Arsenite, Selenite, Tellurite und Jodate“, wo er gemeinsam mit Guilleminit und Moctezumit in der „Guilleminit-Moctezumit-Gruppe. Mit UO2“ mit der Systemnummer IV/G.02d steht.
In der zuletzt 2018 überarbeiteten Lapis-Systematik nach Stefan Weiß, die formal auf der alten Systematik von Karl Hugo Strunz in der 8. Auflage basiert, erhielt das Mineral die System- und Mineralnummer IV/K.11-040. Dies entspricht der Klasse der „Oxide und Hydroxide“ und dort der Abteilung „Sulfite, Selenite und Tellurite“, wo Demesmaekerit zusammen mit Derriksit, Guilleminit, Haynesit, Larisait, Marthozit und Piretit die „Uranylselenite mit Baugruppen [UO2]2+-[SeO3]2−“ mit der Systemnummer IV/K.11 bildet.
Die von der International Mineralogical Association (IMA) zuletzt 2009 aktualisierte 9. Auflage der Strunz’schen Mineralsystematik ordnet den Demesmaekerit in die Klasse der „Oxide (Hydroxide, V[5,6]-Vanadate, Arsenite, Antimonite, Bismutite, Sulfite, Selenite, Tellurite, Iodate)“ und dort in die Abteilung „Arsenite, Antimonite, Bismutite, Sulfite, Selenite, Tellurite; Iodate“ ein. Hier ist das Mineral in der Unterabteilung „Selenite mit zusätzlichen Anionen; mit H2O“ zu finden, wo es als einziges Mitglied eine unbenannte Gruppe mit der Systemnummer 4.JJ.20 bildet.
In der vorwiegend im englischen Sprachraum gebräuchlichen Systematik der Minerale nach Dana hat Demesmaekerit die System- und Mineralnummer 34.07.06.01. Das entspricht der Klasse der „Sulfate, Chromate und Molybdate“ und dort der Abteilung „Selenite, Tellurite und Sulfite“. Hier findet er sich innerhalb der Unterabteilung „Selenite - Tellurite - Sulfite“ als einziges Mitglied in einer unbenannten Gruppe mit der Systemnummer 34.07.06.

## Kristallstruktur
Demesmaekerit kristallisiert triklin in der Raumgruppe P-1 mit den Gitterparametern a = 11,955(5) Å; b = 10,039(4) Å; c = 5,639(2) Å, α = 89,78(4)°, β = 100,36(4)° und γ = 91,34(4)°und 1 Formeleinheit pro Elementarzelle. Die Struktur wurde von 1983 aufgeklärt.

## Eigenschaften
Das Mineral ist durch seinen Urangehalt von bis zu 21,92 % radioaktiv. Unter Berücksichtigung der Mengenanteile der radioaktiven Elemente in der idealisierten Summenformel sowie der Folgezerfälle der natürlichen Zerfallsreihen wird für das Mineral eine spezifische Aktivität von etwa 39,2 kBq/g angegeben (zum Vergleich: natürliches Kalium 0,0312 kBq/g). Der zitierte Wert kann je nach Mineralgehalt und Zusammensetzung der Stufen deutlich abweichen, auch sind selektive An- oder Abreicherungen der radioaktiven Zerfallsprodukte möglich und ändern die Aktivität.

## Bildung und Fundorte

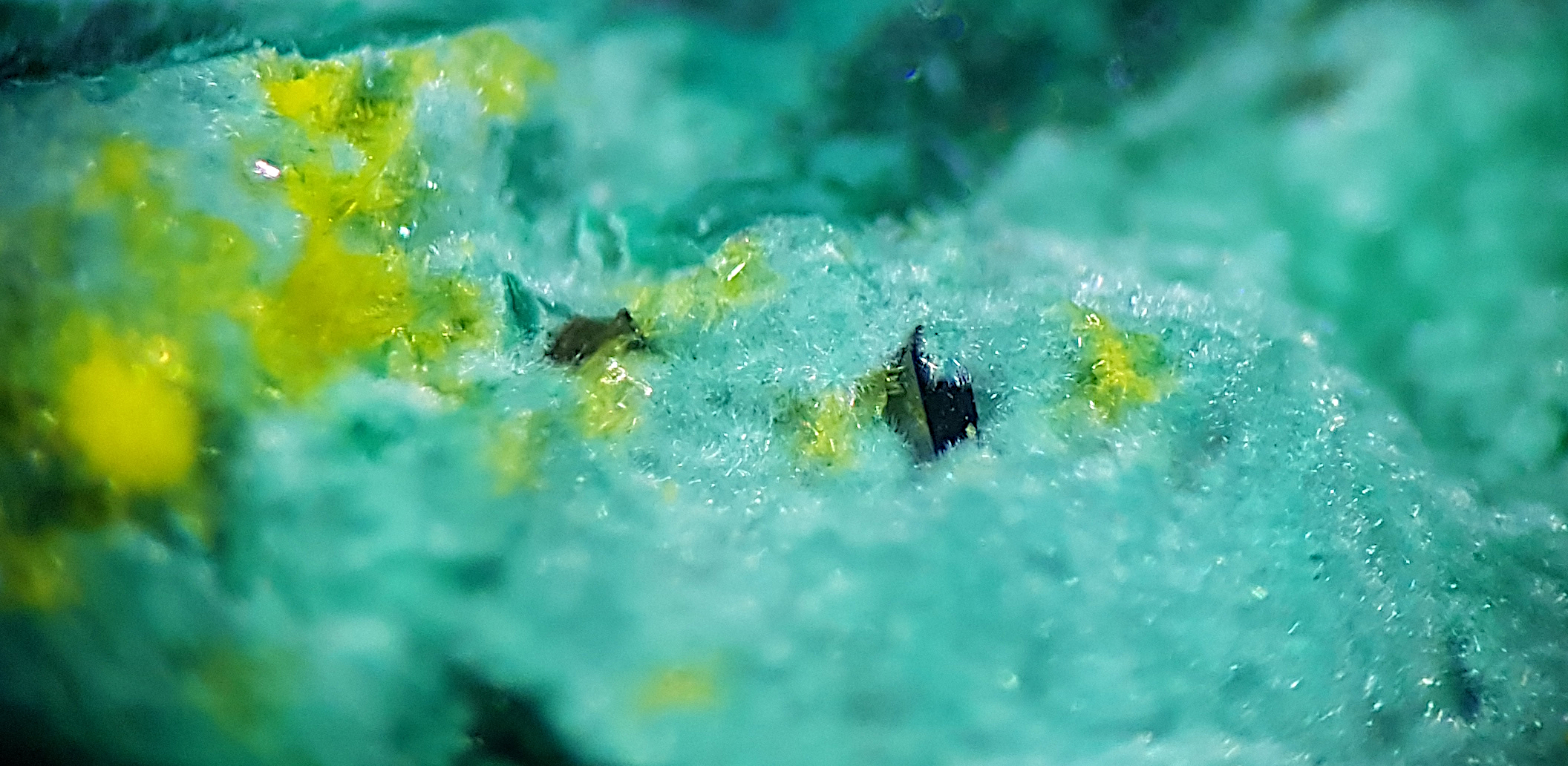
Flaschengrüner Demesmaekerit-Einkristall in Paragenese mit Guilleminit auf Malachit aus der Musonoi Mine, DRC (Größe des Kristalls ca. 0,25 mm)

Demesmaekerit bildet sich als sekundäres Uranmineral in der Oxidationszone selenreicher hydrothermaler Uranerze. Es findet sich vor allem an seiner Typlokalität, der Musonoi Mine, vergesellschaftet mit Malachit, Cuprosklodowskit, Kasolit, Chalkomenit, und selenreichem Digenit sowie den weiteren Uranylselenit-Mineralen Guilleminit und Derriksit. Es ist bisher nur von drei Fundorten weltweit bekannt. Neben der Typlokalität ist es nur aus Zálesí bei der Stadt Javorník in der Tschechischen Republik und der Eureka Mine bei dem Dorf La Torre de Cabdella in der Provinz Lleida in Katalonien, Spanien, bekannt.

## Vorsichtsmaßnahmen
Auf Grund der starken Radioaktivität des Minerals sollten Mineralproben vom Demesmaekerit nur in staub- und strahlungsdichten Behältern, vor allem aber niemals in Wohn-, Schlaf- und Arbeitsräumen aufbewahrt werden. Ebenso sollte wegen der hohen Toxizität und Radioaktivität von Uranylverbindungen eine Aufnahme in den Körper (Inkorporation, Ingestion) auf jeden Fall verhindert und zur Sicherheit direkter Körperkontakt vermieden sowie beim Umgang mit dem Mineral Mundschutz und Handschuhe getragen werden.